# IC 908
IC 908 је спирална галаксија у сазвјежђу Дјевица која се налази на листи објеката дубоког неба у Индекс каталогу.
Деклинација објекта је - 4° 20' 40" а ректасцензија 13h 41m 19,0s. Привидна величина (магнитуда) објекта IC 908 износи 14,0 а фотографска магнитуда 14,8. IC 908 је још познат и под ознакама MCG -1-35-9, PGC 48443.